# Mushond Lee
Mushond Lee (North Trenton, 17 de setembro de 1967) é um ator norte-americano de cinema e televisão.

## Primeiros anos
Nascido em North Trenton, no Condado de Mercer, Nova Jérsei, Mushond Lee cresceu em Smithville, no Condado de Atlantic, também em Nova Jérsei. Estudou na Absegami High School, onde se formou em 1989. Nessa mesma época, enquanto acompanhava o irmão, um ator iniciante, durante testes de elenco em Nova Iorque, Lee foi descoberto por um agente de talentos e conseguiu posteriormente seus primeiros trabalhos nas telas.

## Carreira
Após conseguir um pequeno papel no filme Lean on Me (1989), dirigido por John G. Avildsen, Lee entrou para o elenco regular na sétima temporada da série humorística The Cosby Show, transmitida pela NBC. Na mesma emissora, ele interpretou um personagem recorrente ao longo da primeira temporada da soap opera Sunset Beach (1997). No cinema, destacou-se em produções como a comédia dramática With or Without You (2003) e a comédia de terror 2001 Maniacs (2005).

## Filmografia

### Cinema
| Ano  | Título                          | Papel             | Notas                     | Ref.  |
| ---- | ------------------------------- | ----------------- | ------------------------- | ----- |
| 1989 | Lean on Me                      | Richard Armand    | Creditado como Steven Lee | [ 1 ] |
| 1993 | Helicopter                      | Helicopter        | Curta-metragem            | [ 1 ] |
| 1993 | Street Knight                   | Joker             |                           | [ 1 ] |
| 1995 | P.C.H.                          | Joe               | tcc. Kill Shot            | [ 1 ] |
| 1997 | Conspiracy Theory               | Estagiário (Carl) |                           | [ 1 ] |
| 2000 | The Pinston Cafe                | Duane             | Curta-metragem            | [ 1 ] |
| 2002 | Love and a Bullet               | Pretty Nate       | Também gerente de locação | [ 1 ] |
| 2003 | With or Without You             | Robert Hightower  |                           | [ 6 ] |
| 2003 | Charlie's Angels: Full Throttle | Agente do FBI     |                           | [ 1 ] |
| 2005 | 2001 Maniacs                    | Malcolm           |                           | [ 1 ] |
| 2010 | Perfect Combination             | Ralph, o garçom   |                           | [ 7 ] |
| 2013 | Cell Block Tango: Waitress      | Dançarino         | Curta-metragem            | [ 8 ] |

### Televisão
| Ano     | Título                                     | Papel                        | Notas                                 | Ref.   |
| ------- | ------------------------------------------ | ---------------------------- | ------------------------------------- | ------ |
| 1990-91 | The Cosby Show                             | Slide                        | 3 episódios                           | [ 1 ]  |
| 1992    | Beverly Hills, 90210                       | Will                         | Episódio: "Home and Away"             | [ 9 ]  |
| 1992    | Life Goes On                               | Jamaal                       | Episódio: "The Wall"                  | [ 10 ] |
| 1992    | Where I Live                               | Wendell                      | Participação episódica                | [ 1 ]  |
| 1993    | The Fresh Prince of Bel-Air                | Orlando                      | Episódio: "Blood Is Thicker Than Mud" | [ 1 ]  |
| 1993    | All AX-S                                   |                              | Piloto                                | [ 1 ]  |
| 1995    | Martin                                     | Wesley                       | Episódio: "Three Homies and a Baby"   | [ 1 ]  |
| 1997    | Sunset Beach                               | Jo Jo Grimes/Jamahl Muhammad | 8 episódios                           | [ 5 ]  |
| 1997    | Early Edition                              | Frank Matthews               | Episódio: "The Medal"                 | [ 1 ]  |
| 1998    | Blade Squad                                | Jonesy                       | Telefilme                             | [ 1 ]  |
| 1998    | Behind Enemy Lines                         | Luther                       | Telefilme                             | [ 1 ]  |
| 1998    | Vengeance Unlimited                        | Oficial militar no bar       | Episódio: "Dishonorable Discharge"    | [ 11 ] |
| 1999    | The '60s                                   | Huey Newton                  | Minissérie                            | [ 1 ]  |
| 2000    | Operation Sandman: Warriors in Hell        | Blake                        | Telefilme                             | [ 1 ]  |
| 2001    | James Dean                                 | Billy                        | Telefilme                             | [ 1 ]  |
| 2001    | Angel                                      | Jackson                      | Episódio: "The Thin Dead Line"        | [ 1 ]  |
| 2003    | Line of Fire                               | Brett Rawlings               | Episódio: "Take The Money And Run"    | [ 12 ] |
| 2023    | Eli Roth Presents: The Legion of Exorcists | Pastor Donnie Johnson        | Episódio: "Demonic Familiars"         | [ 13 ] |